# Marjorie Carpréaux
Marjorie Carpréaux (née le 17 septembre 1987 à Boussu, Belgique) est une joueuse belge de basket-ball, évoluant au poste de meneuse au Basket Namur Capitale.

## Carrière
Après une saison 2009-2010 partagée entre Livourne, Mondeville et Namur, elle rejoint à l'été 2010 le club français de Villeneuve-d'Ascq.
Non reconduite, elle se retrouve fin 2011 pigiste médicale de Céline Dumerc au CJM Bourges (1,8 point et 1,6 passe en 5 rencontres de LFB)
En janvier 2012, elle rejoint l'équipe des Solna Vikings (championnat de Suède). 
Elle signe par la suite au DBC Houthalen (championnat belge professionnel) pour la saison 2012-2013
.

### Europe
- 2005-2008 :  Dexia Namur
- 2008-2009 :  Dexia Namur puis  Banco di Sicilia Ribera
- 2009-2010 :  Livourne (A1 Italie) puis  USO Mondeville
- 2010-2011 :  Villeneuve-d'Ascq
- 2011-2011 :  CJM Bourges
- Janvier 2012 :  Solna Vikings
- 2012-2013 :  DBC Houthalen
- 2013-2016:   Castors Braine
- 2016-2017 :  Declercq Stortbeton Waregem
- 2017-2018 :  Castors Braine
- 2018-2020 :  Kangoeroes Malines
- 2020-2021 :  Castors Braine
- 2021-2023:   Basket Namur Capitale.

## Palmarès

### En club
- Championne de Belgique en 2006, 2007, 2009, 2014
- Vainqueur de la Coupe de Belgique en 2006, 2007, 2009, 2014

### Équipe nationale
- Médaille de bronze au championnat d'Europe 2017 en République tchèque[4]
- Médaille de bronze au championnat d'Europe 2021 en France et Espagne
- 4e place au championnat du Monde 2018 à Tenerife

### Distinctions personnelles
Élue par les coachs, joueuses et staff du championnat belge, meilleure joueuse Belge pour la saison 2013-2014 
En 2019, elle obtient le grade prestigieux d'Officier du Mérite wallon.  